# NGC 6168
NGC 6168 est une galaxie spirale magellanique située dans la constellation d'Hercule. Sa vitesse par rapport au fond diffus cosmologique est de 2 564 ± 5 km/s, ce qui correspond à une distance de Hubble de 37,8 ± 2,7 Mpc (∼123 millions d'al). NGC 6168 a été découverte par l'astronome américain Lewis Swift en 1884.
La classe de luminosité de NGC 6168 est IV-V et elle présente une large raie HI.
À ce jour, six mesures non basées sur le décalage vers le rouge (redshift) donnent une distance de 32,017 ± 4,234 Mpc (∼104 millions d'al), ce qui est à l'intérieur des valeurs de la distance de Hubble.